# Asura uniformis
Asura uniformis är en fjärilsart som beskrevs av George Francis Hampson 1893. Asura uniformis ingår i släktet Asura och familjen björnspinnare. Inga underarter finns listade i Catalogue of Life.